# 森木大智
森木 大智（もりき だいち、2003年4月17日 - ）は、高知県土佐市出身のプロ野球選手（投手・育成選手）。右投右打。阪神タイガース所属。

## 経歴

### プロ入り前
土佐市立蓮池小学校1年時に「蓮池ホワイトシャーク」に入団しソフトボールを始め、同3年時に「高岡第二イーグルス」に入団して軟式野球に転向。投手の他、内野手や捕手も努め、6年時には全国大会出場を果たした。高知中学校では同校の軟式野球部に所属。3年夏に出場した全国大会で軟式球史上最速となる150km/hを記録し、「スーパー中学生」として注目された。
その後高知高等学校に進学。1年夏からエースとなり、高知大会決勝に進出したが、明徳義塾に敗れた。同年秋は右肘を痛めて主に一塁手としてプレー。県大会準々決勝で復帰登板を果たすも、チームはコールド負けを喫した。2年夏は新型コロナウイルスの影響で甲子園大会が中止となり、その後県で行われた独自大会でも「3年生のみで戦う」というチームの方針からベンチを外れた。秋の県大会では準優勝し、秋季四国大会に出場するも1回戦で浅野翔吾を擁した高松商業に敗れ、選抜大会出場を逃す形となった。3年春には、県大会決勝にて自己最速の154km/hを計測し、春季四国大会では決勝で明徳義塾を下し優勝を果たす。しかし、明徳義塾との再戦となった夏の高知大会決勝では、先発するも同点で迎えた9回表に、死球と暴投でピンチを招き降板、後続に勝ち越しを許し敗戦となった。結局、高校入学時に「5回出場したい」と語っていた甲子園大会には、1度も出場することができなかった。
小園健太（市立和歌山高校）、風間球打（ノースアジア大学明桜高校）と合わせて「高校生BIG3」として注目を集めた2021年のドラフト会議では、小園の抽選に敗れた阪神タイガースから1巡目の再指名を受けた。11月23日、契約金1億円、年俸1200万円で入団に合意した（金額は推定）。背番号は20。

### 阪神時代
2022年は二軍で春季キャンプをスタートし、3月31日には二軍公式戦で初登板を果たした。5月25日の対広島東洋カープ二軍戦（阪神鳴尾浜球場）では、ウエスタン・リーグ初勝利を達成した。6月27日にはフレッシュオールスターゲームへの選出が発表。7月24日の試合当日には全ウエスタンの先発として登板し、1回を2奪三振・無失点に抑えた。8月1日には「野球伝来150年 プロアマ記念試合」のU23NPB選抜に選出。翌日の試合当日は3番手として登板、1回を1奪三振・無失点に抑えた。8月28日に一軍昇格し、同日の中日ドラゴンズ戦（バンテリンドーム ナゴヤ）に初登板（先発）する。6回3失点で敗戦投手となるも、5回まで1安打という好投を見せた。
2023年は一軍登板なしに終わった。
2024年も一軍登板はなく、二軍でも主にリリーフとして21試合に登板しながらも防御率11.32と振るわず、11月18日に200万円ダウンの900万円で育成契約を結び、背番号は120に変更となった。

## 選手としての特徴
バランスのとれた、オーバースローから繰り出す最速155km/hのストレートを中心に、変化球はツーシーム、スライダー、カーブ、チェンジアップ、スプリット、カットボールなどを投げ分ける。2021年時点で、二軍監督の平田勝男も「素晴らしい。コントロールもスピードも球のキレも言うことない」と絶賛した。
高校通算13本塁打を放った打撃面での意識も高く、ドラフト指名直後には「（バッティングも）やるなら本気でやりたいです」、「高校のように打って投げて走りたい」と語っている。

## 人物
小学校2年生の頃に、知人と観戦に訪れた甲子園球場での阪神対巨人戦をきっかけに野球を始め、それ以来、森木と同じ高知県出身で当時、阪神の投手であった藤川球児の「火の玉ストレート」を目標としている。また、その影響から「甲子園」への憧れも強く、前述の通り高校入学に際して「5回甲子園に出場したいです」と語っていたものの、結局高校在学中に登板することは叶わなかった。
2022年3月21日、高知県土佐市の「土佐市スポーツ賞特別賞」を受賞した。
体格が非常に良く、大浴場で一緒になった中川勇斗は「体が大きい、下半身が馬みたい」と驚いていた。
40歳になる2043年シーズンまで現役を続ける目標を掲げている。

## 詳細情報

### 年度別投手成績
| 年 度     | 球 団     | 登 板 | 先 発 | 完 投 | 完 封 | 無 四 球 | 勝 利 | 敗 戦 | セ 丨 ブ | ホ 丨 ル ド | 勝 率 | 打 者 | 投 球 回 | 被 安 打 | 被 本 塁 打 | 与 四 球 | 敬 遠 | 与 死 球 | 奪 三 振 | 暴 投 | ボ 丨 ク | 失 点 | 自 責 点 | 防 御 率 | W H I P |
| --------- | --------- | ----- | ----- | ----- | ----- | -------- | ----- | ----- | -------- | ----------- | ----- | ----- | -------- | -------- | ----------- | -------- | ----- | -------- | -------- | ----- | -------- | ----- | -------- | -------- | ------- |
| 2022      | 阪神      | 2     | 2     | 0     | 0     | 0        | 0     | 2     | 0        | 0           | .000  | 37    | 8.2      | 9        | 0           | 3        | 2     | 0        | 6        | 0     | 0        | 8     | 6        | 6.23     | 1.38    |
| 通算：1年 | 通算：1年 | 2     | 2     | 0     | 0     | 0        | 0     | 2     | 0        | 0           | .000  | 37    | 8.2      | 9        | 0           | 3        | 2     | 0        | 6        | 0     | 0        | 8     | 6        | 6.23     | 1.38    |

- 2024年シーズン終了時

### 年度別守備成績
| 年 度 | 球 団 | 投手  | 投手  | 投手  | 投手  | 投手  | 投手     |
| 年 度 | 球 団 | 試 合 | 刺 殺 | 補 殺 | 失 策 | 併 殺 | 守 備 率 |
| ----- | ----- | ----- | ----- | ----- | ----- | ----- | -------- |
| 2022  | 阪神  | 2     | 0     | 2     | 0     | 0     | 1.000    |
| 通算  | 通算  | 2     | 0     | 2     | 0     | 0     | 1.000    |

- 2024年度シーズン終了時

### 記録
初記録
投手記録
- 初登板・初先発登板：2022年8月28日、対中日ドラゴンズ23回戦（バンテリンドーム ナゴヤ）、6回3失点で敗戦投手[22][23][35]
- 初奪三振：同上、3回裏に土田龍空から空振り三振[36]

打撃記録
- 初打席：2022年8月28日、対中日ドラゴンズ23回戦（バンテリンドーム ナゴヤ）、2回表に柳裕也から空振り三振[36]

### 背番号
- 20（2022年[15] - 2024年）
- 120（2025年[1] - ）

### 登場曲
- 「EN」UVERworld（2022年）[37]